# 94 Pułk Lotnictwa Bombowego (Francja)
94 pułk lotnictwa bombowego (fr. 94e Escadre de Bombardement, EB 94) – oddział lotniczy strategicznych sił nuklearnych  francuskich Sił Zbrojnych.

## Struktura organizacyjna
W latach 80. XX w.
- dowództwo – Istres
- 1 eskadra lotnictwa bombowego (Escadron de bombardement 1/94) – Istres
- 2 eskadra lotnictwa bombowego (Escadron de bombardement 2/94) – St. Dizier
- 3 eskadra lotnictwa bombowego (Escadron de bombardement 3/94) – Luxeuil

Pułk na wyposażeniu posiadał 16 samolotów plus jeden rezerwowy. Były to samoloty bombowe Mirage IVA uzbrojone w bomby AN-22 o mocy 60 kt. W 1983 roku rozwiązano trzecią eskadrę. Ostatnie dwie eskadry z Mirage IVA zostały rozwiązane w grudniu 1986 (EB 1/94 Guyenne) i lipcu 1988 roku (EB 2/94 Marne).